# Теория саморегуляции паразитарных систем
Теория саморегуляции паразитарных систем (син. теория саморегуляции эпидемического процесса), разработанная в 70-80-е годы В. Д. Беляковым с соавт., описывает механизмы внутренней регуляции эпидемического процесса (Беляков В. Д., Селиванов А. А., Голубев Д. Б., Каминский Г. Д., Тец В. В., 1987).
В теории выделены четыре положения, объясняющие эти механизмы:
- гено- и фенотипическая гетерогенность популяций паразита и хозяина по признакам отношения друг к другу;
- взаимообусловленная изменчивость биологических свойств взаимодействующих популяций;
- фазовая самоперестройка популяций паразита и хозяина, определяющая неравномерность развития эпидемического процесса;
- регулирующая роль социальных и природных условий в фазовых преобразованиях эпидемического процесса.

## Гетерогенность популяций паразита и хозяина
При взаимодействии системы «паразит-хозяин» обе стороны проявляют определенные свойства: паразит — патогенность, хозяин — восприимчивость. При этом популяция паразита неоднородна по патогенности, а популяция хозяина — по восприимчивости.

## Изменчивость популяций паразита и хозяина
В ходе взаимодействия системы «паразит-хозяин», их свойства меняются (паразит может изменять уровень патогенности, а хозяин — уровень восприимчивости).

## Фазовая самоперестройка популяций паразита
Изменения свойств взаимодействующей системы «паразит-хозяин» носит фазовый характер и объясняет неравномерность проявлений эпидемического процесса в отдельных территориальных, социальных и возрастных группах населения.
В жизненном цикле популяции возбудителя с точки зрения теории саморегуляции выделяют четыре фазы:
- резервации;
- эпидемического преобразования;
- эпидемического распространения;
- резервационного преобразования.

На оси абсцисс — время, на оси ординат показатели вирулентности и заболеваемости. А — межсезонный (межэпидемический) период; Б — сезонный (эпидемический). I — фаза резервации, II — фаза эпидемического преобразования, III — фаза эпидемического распространения, IV — фаза резервационного преобразования.
| Фаза                          | Среда обитания                                                            | Соответствие среде обитания | Степень гетерогенности                                | Тип отбора      | Вирулентность | Численность              | Проявления эпидемического процесса                                                                              |
| ----------------------------- | ------------------------------------------------------------------------- | --------------------------- | ----------------------------------------------------- | --------------- | ------------- | ------------------------ | --- |
| Резервация                    | Иммунные организмы хозяина                                                | Соответствует               | Относительная гомогенность                            | Стабилизирующий | Низкая        | Низкая, стабильная       | Конец эпидемического (сезонного) спада заболеваемости и основная часть межэпидемического (межсезонного) периода |
| Эпидемическое преобразование  | Пассаж (начало) через восприимчивые особи хозяина. Иммунологический след. | Не соответствует            | Генерация гетерогенности с последующей гомогенизацией | Направленный    | Нарастающая   | Увеличивающаяся          | Предэпидемический (предсезонный) период                                                                         |
| Эпидемическое распространение | Восприимчивые организмы. Нарастание коллективного иммунитета.             | Соответствует               | Относительная гомогенность                            | Стабилизирующий | Высокая       | Высокая, увеличивающаяся | Эпидемический (сезонный) подъём                                                                                 |
| Резервационное преобразование | Пассаж через иммунные особи                                               | Не соответствует            | Генерация гетерогенности с последующей гомогенизацией | Направленный    | Снижающаяся   | Уменьшающаяся            | Вершина эпидемического (сезонного) подъёма и период спада заболеваемости                                        |

## Регулирующая роль социальных и природных условий
Взаимодействие системы «паразит-хозяин» происходит в постоянно меняющихся социальных и природных условиях, оказывающих влияние на развитие эпидемического процесса.
Социальные и природные факторы (условия), определяющие фазность развития эпидемического процесса можно объединить в три группы:
- факторы, определяющие различные формы «перемешивания» людей (напр. миграции);
- факторы, определяющие активизацию механизма передачи возбудителя;
- факторы, снижающие иммунитет и резистентность.